# Бертье, Луи Александр
Луи́ Алекса́ндр Бертье́ (фр. Louis Alexandre Berthier; 20 ноября 1753, Версаль — 1 июня 1815, Бамберг) — маршал Империи (с 19 мая 1804 года), генерал-полковник швейцарцев (с 13 июня 1810 по 22 апреля 1814 года) и вице-коннетабль (1807 год) Наполеоновской Франции, владетельный князь Невшательский (также с 1805 герцог Валанженский и с 1809 князь Ваграмский). В 1799—1807 годах — военный министр и одновременно в 1799—1814 годах — начальник штаба Наполеона I. Разработал основы штабной службы, использованные во многих европейских армиях.

## Начало карьеры
Сын генерал-лейтенанта, инженера и картографа Жана-Батиста Бертье (1721—1804). Из  младших братьев будущего маршала Сезар Бертье (1765—1819) и Леопольд Бертье (1770—1807) также сделали военную карьеру и дослужились до дивизионных генералов.
Будущий маршал, с малых лет привыкший работать над картой, ещё  до сближения с Бонапартом (1796) прослужил штабным офицером в войнах двух революций — американской и французской. Уже там он показал себя весьма способным штабным офицером.
По словам британского историка Р. Делдерфилда, Бертье предстояло стать одним из самых знаменитых начальников штаба в истории. К моменту взятия Бастилии ему было 36 лет, и он уже проявил большие способности в качестве штабного офицера, в частности как составителя документов. Когда американские колонисты восстали против британского короля Георга III, Франция встала на сторону американских колонистов, а Бертье  добровольцем отправился в Америку им на помощь. Он получил чин капитана, был отмечен наградами и вернувшись домой, постоянно получал повышения. Он был произведён в полковники Генерального штаба и в 1789 году командовал версальской национальной гвардией.
В 1792 году произведён в генерал-майоры, но в июле 1793 года уволен из армии из-за дворянского происхождения. В мае 1795 года вернулся на службу в чине бригадного генерала, с 13.6.1795 — дивизионный генерал. В 1798 году, назначенный главнокомандующим в Италии, Бертье 13 ноября вступил в Рим и провозгласил там республику.
Экспедицию в Египет он совершил в должности начальника штаба; в 1799 году, возвратившись с Бонапартом во Францию, он после 18 брюмера был назначен военным министром, а в 1800 году в должности начальника штаба внёс значительный вклад в организацию перехода через Сен-Бернард и победу при Маренго. По провозглашении Наполеона I императором Бертье произведён в звание маршала Франции и удостоен большого креста Ордена Почётного Легиона.

## Начальник штаба Наполеона
Военная карьера Бертье должна была быть удовлетворительной во всех отношениях, если бы не одно досадное обстоятельство — он становился безнадёжно нерешительным в тех случаях, когда оказывался предоставленным самому себе, так что должен был выискивать в своём окружении кого-то другого, более решительного, кому он мог бы доверяться и от кого мог бы получать указания при необходимости принятия решений. Вот как пишет о нём историк Делдерфилд:

«Он был милым человеком, лояльным, стойким и щепетильно педантичным при выполнении любого дела… Всегда пунктуальный, он, кроме того, имел свойство появляться именно в тех местах, где в нём возникала нужда. Его память на подробности была феноменальной. В любой момент он мог назвать численность и указать дислокацию любой воинской части армии.»

Однако фатальная нерешительность вынуждала Бертье искать «крепкое плечо», на которое можно было бы опереться. Этим плечом как раз и стал дерзкий корсиканец Бонапарт, зачастую непредсказуемый, но способный принимать ответственные решения. 
Бертье был рядом с Наполеоном в течение 20 лет. Он внёс существенный вклад в планирование практически всех военных кампаний Наполеона вплоть до 1814 года. Однако особой заслугой Бертье следует считать грандиозный марш-бросок 9 гигантских корпусов Великой Армии осенью 1805 года от берегов Ла-Манша до австрийских равнин. Итогом этого броска стала знаменитая битва при Аустерлице (2 декабря 1805 года). После сражения при Ваграме Бертье получил титул князя Ваграмского.
Наполеон высоко ценил способности Бертье как штабного начальника. Предаваясь воспоминаниям на о. Св. Елены о поражении при Ватерлоо, он заметил: «Будь у меня Бертье начальником штаба, я не проиграл бы битву».

## Личная жизнь и гибель
В 1808 году Бертье породнился с баварским королевским домом, по настоянию Наполеона взяв в жёны племянницу баварского короля, дочь герцога Вильгельма Марию Елизавету. В качестве свадебного подарка он получил от Наполеона сервиз «эгоист» на одну персону — намёк на то, что и после свадьбы он будет постоянно находиться в военных походах. Его дети: Наполеон Александр Луи Жозеф (1810—1887); Каролина Жозефина (1812—1905); Мария Анна Вильгельмина Александрина Елизавета (1816—1878).
После отречения императора в 1814 году, под влиянием своей честолюбивой супруги поступил на службу к Людовику XVIII. При невыясненных обстоятельствах 1 июня 1815 года выпал из окна третьего этажа собственного дома в Бамберге во время Ста дней (возможно, покончил с собой). Похоронен в замке тестя, Банце.
Широко известна любовная связь Бертье с итальянской графиней Джозеппиной (Жозефиной) Висконти: отношения, возникшие в 1796 году во время Первой итальянской кампании, продолжались почти 20 лет. Вступить в брак с мадам Висконти Бертье не мог в связи с тем, что она была замужем, и, уступая напору Наполеона, заключил брак с баварской принцессой. Спустя всего несколько дней после бракосочетания маршала в Париж пришло известие о смерти графа Висконти, что чрезвычайно расстроило Бертье, который лишился возможности соединиться с любимой женщиной. Не расторгая своего брака, он продолжил отношения с Джозеппиной.

## Галерея
- Портрет Бертье работы Антуана-Жана Гро в мундире республиканского генерала.
- Гравюра с полной версии того же портрета.
- Портрет Бертье кисти Андреа Аппиани
- Наполеон и Бертье при Маренго.
- Гравированный портрет маршала Бертье.
- Гравированный портрет маршала Бертье.
- Художник Шарль Брокас. Гуманность маршала Бертье, князя Невшательского.

## Награды
- Орден Почётного легиона, большой орёл (02.02.1805)
- Орден Почётного легиона, великий офицер (14.06.1804)
- Орден Почётного легиона, легионер (11.12.1803)
- Орден Святого Людовика, командор (1814)
- Орден Святого Людовика, кавалер (1788)
- Орден Кармельской Богоматери и Святого Лазаря Иерусалимского (1773)
- Королевский венгерский орден Святого Стефана, большой крест (Австрия)
- Военный орден Максимилиана Иосифа, большой крест (Королевство Бавария, 21.01.1807)
- Орден Верности, большой крест (Великое герцогство Баден)
- Орден Вестфальской короны, великий командор (Королевство Вестфалия)
- Рыцарский орден Золотого орла, большой крест (Королевство Вюртемберг)
- Орден Святого Иосифа, большой крест (Великое герцогство Вюрцбург)
- Орден Людвига (Великое герцогство Гессен)
- Орден Железной короны, великий сановник (Королевство Италия)
- Орден Чёрного орла (Пруссия)
- Орден Святого Андрея Первозванного (Россия, 03(15).07.1807)
- Орден Святого Александра Невского (Россия, 27.06(09.07).1807)
- Орден Святой Анны 1-й степени (Россия, 27.06(09.07).1807)
- Орден Рутовой короны, большой крест (Королевство Саксония)
- Военный орден Святого Генриха, большой крест (Королевство Саксония)

## Образ в кино
- «Мадам Сан-Жен[англ.]» (немой, США, 1925) — актёр Жан Жакинет[фр.]
- «Удивительная судьба Дезире Клари[фр.]» (Франция, 1942) — актёр Жан Дави[фр.]
- «Кутузов» (1943) — актёр Евгений Калужский
- «Аустерлиц» (Франция, Италия, Югославия, 1960) — актёр Андре Сертес[фр.]
- Война и мир (Великобритания, телесериал, 1972) — актёр Джон Бреслин

## Память
Имя маршала Бертье высечено на южной стоpоне Тpиумфальной аpки на площади Звезды.

### в названиях кораблей (каронимика)
В Канаде, 1916 г. и XXI в. во Франции  имелось два корабля, названных в честь Маршала Бертье.